# Hesperantha luticola
Hesperantha luticola är en irisväxtart som beskrevs av Peter Goldblatt. Hesperantha luticola ingår i släktet Hesperantha och familjen irisväxter. Inga underarter finns listade i Catalogue of Life.